# الحد الأدنى للأجور في الولايات المتحدة

الحد الأدنى للأجور حسب الولاية الأمريكية وواشنطن العاصمة والإقليم مقابل المعدل الفيدرالي البالغ 7.25 دولارًا للساعة :
No state minimum wage law لا يوجد قانون الحد الأدنى للأجور

يتم تحديد الحد الأدنى للأجور في الولايات المتحدة من خلال قانون العمل الأمريكي ومجموعة من قوانين الولايات والقوانين المحلية. يتعين على أرباب العمل عمومًا دفع أجر أعلى من الحد الأدنى للأجور للعمال المنصوص عليه في القانون الفيدرالي والولائي والمحلي. منذ 24 يوليو 2009 ، أصبح الحد الأدنى الفيدرالي للأجور 7.25 دولارًا للساعة. اعتبارًا من يناير 2020 كانت هناك 29 ولاية ومنطقة العاصمة مع حد أدنى للأجور أعلى من الحد الأدنى الفيدرالي. من 2018 إلى 2019 ، رفعت سبع ولايات مستويات الحد الأدنى للأجور من خلال التعديلات التلقائية ، في حين حدثت الزيادات في 16 ولاية أخرى والعاصمة من خلال استفتاء أو إجراء تشريعي.
في حين أن الحد الأدنى الفيدرالي للأجور هو 7.25 دولارًا أمريكيًا ، فإن معظم الولايات  والعديد من المدن لديها حد أدنى أعلى للأجور مما يعني حصول ما يقرب من 90٪ من العاملين بالحد الأدنى للأجور في الولايات المتحدة على أكثر من 7.25 دولارًا. الحد الأدنى الفعال للأجور على الصعيد الوطني ، هو 11.80 دولارًا اعتبارًا من مايو 2019. هذا هو أعلى مستوى منذ 1994 على الأقل. 
بلغت القوة الشرائية للحد الأدنى الفيدرالي للأجور ذروتها في عام 1968 عند 1.60 دولار ( ما يعادل 12.00 دولارًا في عام 2020 ).   لو كان الحد الأدنى للأجور في عام 1968 قد واكب نمو إنتاجية العمل ، لكان قد وصل إلى 19.33 دولارًا في عام 2017. في عام 2019 ، أصدر مكتب الميزانية في الكونجرس تقريرًا قدر أن رفع الحد الأدنى للأجور الفيدرالية إلى 15 دولارًا في الساعة سيفيد 17 مليون عامل ، ولكنه قد يتسبب أيضًا في فقدان 1.3 مليون شخص لوظائفهم.
وجد استطلاع بيو لعام 2016 أن 52 ٪ من الناخبين يؤيدون 15 دولارًا أمريكيًا كحد أدنى للأجور مع 89 ٪ من السود ، و 71 ٪ من اللاتينيين ، و 44 ٪ من الناخبين البيض يؤيدونه . اعتبارًا من 2018 حوالي 1.7 مليون أمريكي يتقاضون عند أو أقل من الحد الأدنى الفيدرالي للأجور. حصل حوالي 2 ٪ من العمال البيض والآسيويين واللاتينيين على الحد الأدنى للأجور الفيدرالي أو أقل. بين العمال السود ، كانت النسبة حوالي 3٪.

## تاريخ
برزت تشريعات الحد الأدنى في نهاية القرن التاسع عشر، انطلاقًا من الرغبة في إنهاء العمل الشاق في المنشآت المرهقة، والتي نشأت على إثر الثورة الصناعية الثانية. وظفت منشآت العمل المرهق عددًا كبيرًا من النساء والعمّال اليافعين، ودفعت لهم أجورًا لا تكفي تكاليف المعيشة، ولا تسمح لهم بتأمين ضروريات الحياة الأساسية. علاوة على الأجور دون القياسيّة، كانت ساعات العمل في تلك المنشآت طويلة، وخلت الأخيرة من ظروف العمل الصحية والآمنة. منذ تسعينيات القرن التاسع عشر وحتى عشرينيات القرن العشرين، أي خلال العصر التقدمي الأمريكي، وهو الفترة التي شهدت إصلاحًا سياسيًا وبروز الناشطين الاجتماعيين في كامل الولايات المتحدة، لعب الإصلاحيّون التقدميون والشخصيات الدينية والأكاديميون والسياسيون والمنظمات النسائية أدوارًا مهمة في إقرار قوانين الحد الأدنى من الأجور في الولايات المتحدة الأمريكية.
حدثت أولى محاولات اللجوء إلى قانون الحد الأدنى لإصلاح مشكلة الأجور التي لا تكفي تكاليف المعيشة في ولاية فيكتوريا الأسترالية في عام 1896. تأسست الرابطة الوطنية المناهضة للعمل الشاق في ولاية فيكتوريا عام 1895 إثر تقارير مفتشي المصانع والتقارير الصحفية عن ظروف العمل الشاق في ملبورن، ومارست الرابطة ضغوطها على الحكومة للتعامل قانونيًا مع مشكلة الأجور دون القياسية. بعد حصول الحكومة على توصيات من ألكسندر بيكوك، السكرتير العام لولاية فيكتوريا، أسست لوائح الأجور التي عُنيت بوضع الحد الأدنى من الأجور في قطاعات المهن التي عانت من الأجور دون المعيارية وغير الكافية للعيش. برزت في تلك الفترة أيضًا حملات مناهضة للعمل الشاق في الولايات المتحدة وإنجلترا.
كانت قوانين الولايات إحدى أولى القوانين المختصة بالحد الأدنى للأجور في الولايات المتحدة، وركّزت على أجور النساء والأطفال. لكن المحكمة العليا أبطلت تلك القوانين بين عامي 1923 و1937. أُقر أول قانون فيدرالي للحد الأدنى من الأجور في عام 1938، واستثنى هذا القانون قطاعات كبيرة من القوة العاملة، واضعًا معدلات أجور أصبحت بلا قيمة إبان فترة الحرب العالمية الثانية.

### العصر التقدمي
على شاكلة أستراليا، نشأ في الولايات المتحدة تخوّف اجتماعي من منشآت العمل الشاق بحلول نهاية العصر المذهب. أسست مجموعة من النساء الإصلاحيات، بعد قلقهنّ من الظروف القاسية المصاحبة للعمل الشاق، رابطة مستهلكي مدينة نيويورك في الولاية الأمريكية عام 1890. سعت رابطة المستهلكين إلى تحسين ظروف العمل عبر مقاطعة المنتجات التي صُنعت في مصانع أو منشآت ذات ظروف عملٍ شاقة ولا تتبع معايير «العمل العادل» التي وضعتها النساء. تأسست جماعات أخرى مشابهة لرابطة المستهلكين في مختلف أنحاء الولايات المتحدة، وفي عام 1899، توحّدت جميعها ضمن منظمة كبرى هي رابطة المستهلك الوطنية. كانت دعوات المستهلكين تسير على نحو بطيء جدًا نحو إحداث تغيير حقيقي في ظروف العمل ضمن المنشآت الصناعية التي يغلب عليها العمل الشاق. في عام 1908، حضر زعماء رابطة المستهلك الوطنية مؤتمرًا دوليًا مناهضًا لظروف العمل الشاق في جنيف بسويسرا، وتعرّفوا حينها على التشريعات الأسترالية بخصوص الحد الأدنى من الأجور التي أنهت مشكلة العمل الشاق بنجاح، فعاد هؤلاء إلى بلدهم آملين بجعل الحد الأدنى من الأجور جزءًا من نشاطهم الوطني.
ترأست الرابطة النسائية النقابية في ماساشوستس، بزعامة إليزابيث إيفانز، قضية الدفاع عن تشريع الحد الأدنى من الأجور في ماساتشوستس عام 1910، بالتزامن مع الجهود التي بذلتها فلورنس كيلي من رابطة المستهلكين الوطنية. عمل تحالفٌ من الجماعات الإصلاحية الاجتماعية ومناصري العمل في بوسطن على دفع ولاية ماساتشوستس إلى تشريع الحد الأدنى من الأجور على مدار السنتين التاليتين. في 4 يونيو عام 1912، أقرّت ماساتشوستس أول قانون للحد الأدنى من الأجور في الولايات المتحدة الأمريكية.